# Леонель Санчес
Леоне́ль Гільє́рмо Са́нчес Ліне́рос (ісп. Leonel Guillermo Sánchez Lineros; 25 квітня 1936, Сантьяго — 2 квітня 2022) — чилійський футболіст, один з найкращих бомбардирів Чемпіонату світу 1962 року.

## Легенда «Універсідад де Чилі»
Як син боксера-професіонала, Леонель з юних літ пов'язав своє майбутнє зі спортом. Змалку він вчився грі у футбол, а 1953 року у віці 16 років дебютував у чемпіонаті країни в складі столичного клубу «Універсідад де Чилі» проти команди «Евертон». Після цієї гри Леонель закріпився в основі «Універсідаду» й протягом наступних 20 років грав на позиції лівого півзахисника.
За той час футболіст забив 160 голів у 386 матчах й до сьогодні займає 3-тє місце серед бомбардирів усіх чемпіонатів Чилі. У складі «Універсідаду» він ставав чемпіоном країни аж 6 разів: 1959, 1962, 1964, 1965, 1967 й 1969 року. І ще 5 разів Леонель Санчес ставав срібним і бронзовим призером головних футбольних змагань у рідній країні.
У 1969 році славний і досвідчений 33-річний півзахисник перейшов з рідного «Унівесідаду» до найіменитішої столичної команди — «Коло-Коло». Однак там Леонель пробув всього два роки і перейшов до ще одного клубу з Сантьяго — менш відомого «Палестіно». У основному складі нової команди Леонель не закріпився й у 1972 році змінив команду на «Ферробадмінтон», який на той час якраз переїхав з Чилі до провінційного містечка. Саме у тому клубі Леонель завершив свою футбольну кар'єру у віці 37 років.

## Слава у збірній
За національну команду Леонель Санчес дебютував 18 вересня 1955 року у грі з Бразилією на її найбільшому у світі стадіоні «Маракана». Відтоді Леонель частоо отримував запрошення на матчі збірної. Щоправда, тренерський штаб не взяв його на Чемпіонат світу 1958 року.
Напередодні домашнього для чилійців чемпіонату Санчес почав більше забивати й дістав «прописку» у складі, який мав зіграти у фінальній частині змагань. У першому ж матчі чилійці програли ФРН й наступна гра з Італією мала для них визначний характер. Того матчу чилійці виконали своє завдання й обіграли суперників 2:0.
Однак матч виявився безпрецедентно жорстоким, у Англії його навіть назвали «Битвою в Сантьяго». Особливої напруги у взаєминах чилійців та італійців перед грою додали описи найбільшого у світі землетрусу, який стався у Чилі 1960 року в італійській пресі. Апеннінці не вірили у відновлення Чилі й висловили це у своїх текстах. Через те спровокували ненависть з боку чилійців. Напередодні матчу невідомі побили аргентинського журналіста, якого переплутали з італійцем. А двоє італійських газетярів перед чемпіонатом виїхали з Чилі.
Під час футбольного матчу однією з головних дійових осіб у жорстокій баталії став Леонель Санчес. У одному з епізодів чилійський півзахисник «скосив» у грубому підкаті італійця Маріо Давіда. Цей епізод пройшов повз увагу арбітра-англійця Кена Астона. Однак коли італієць віддавав здачу Санчесу — копнув його у голову, суддя тут же показав європейському грубіяну червону картку. До кінця матчу збірна Італії грала вдев'ятьох, а Леонель Санчес «відзначився», розбивши носа іншому італійцеві Умберто Маскіо.
На чемпіонаті чилійці дійшли до півфіналу, програли бразильцям, але у грі за третє місце перемогли Югославію. Сам Леонель Санчес завдяки двом голам у ворота Швейцарії, а також по одному — Бразилії та СРСР, став одним із шести найкращих форвардів тогорічного чемпіонату (разом із Вава, Гаррінчею, Альбертом, Єрковичем та Івановим).
Під час наступного чемпіонату світу, який проходив у Англії, Санчес був капітаном своєї команди. Однак чилійці тоді виступили вкрай невдало: зайняли останнє місце в групі й після трьох ігор поїхали додому. Надалі Леонель продовжував грати за збірну й закінчив за неї виступи у 1968 році.

## Титули й досягнення
- Бронзовий призер чемпіонату світу: 1962
- Срібний призер Чемпіонату Південної Америки: 1956